# アンドレア・ダ・グロッセート

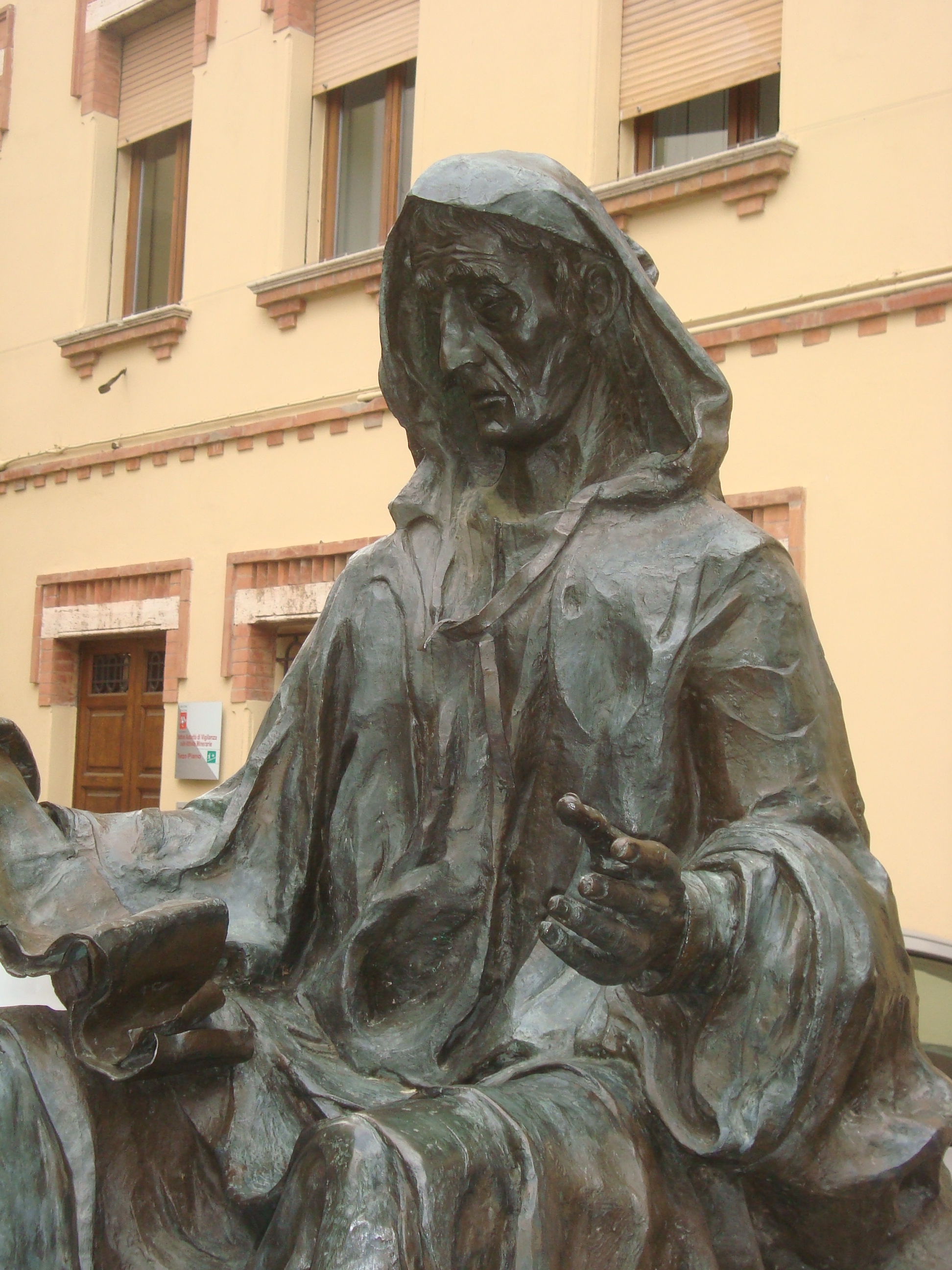
アンドレア・ダ・グロッセートのモニュメント

アンドレア・ダ・グロッセート（伊: Andrea da Grosseto）は、13世紀のイタリアの散文作家。その生涯と作品については僅かな事しか知られていない。
1200年代前半にグロッセートで生まれた。アンドレアはパリへと移り、そこで文学と詩論を教授していた。1268年、ブレシアのアルベルタヌスの『道徳論』をラテン語から民衆語へと翻訳した。アンドレアはイタリア語で書いた最初の作家と考えられており、イタリア文学への貢献は大きい。